# Pferdekopfnebel
Der Pferdekopfnebel ist ein Teil einer Dunkelwolke im Sternbild Orion, die sich vor dem rot leuchtenden Emissionsnebel IC 434 mit einer Silhouette ähnlich einem Pferdekopf abhebt. Von der Erde ist der Nebel ungefähr 1500 Lichtjahre entfernt und erscheint ein Viertel so groß wie der Erdmond. Aufgrund seiner äquatorialen Position kann er von allen bewohnten Gebieten der Erde beobachtet werden, jedoch ist er wegen seiner geringen Helligkeit erst mit einer Teleskopapertur ab 20 cm sichtbar.

## Entdeckung

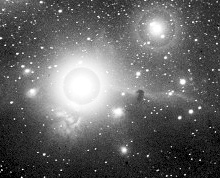
Aufnahme eines Bereiches der Orion-Region durch William Henry Pickering aus dem Jahr 1888. Der Pferdekopfnebel ist rechts (= südlich) des hellen Sterns (ζ Orionis = linker Gürtelstern Alnitak) zu erkennen.

Der Pferdekopfnebel wurde bereits 1887 mithilfe der damals neuen Photographie entdeckt. Williamina Fleming, von dem Leiter des Harvard-College-Observatoriums Edward Charles Pickering mit der Untersuchung der photographischen Platten betraut, erkannte den Nebel als halbkreisförmige Einbuchtung in einem Emissionsnebel.

„… a semicircular indentation 5′ in diameter 30′ south of ζ [Orionis]. All good plate of this region show this object … . Attention was called to it in a letter of March 28, 1887, describing copies of some of these photographs sent to the Astrophotographic Congress of 1887. …“

William Henry Pickering, der die astrophotographische Beobachtung durchgeführt hat, beschreibt diese Region etwas später zusammen mit seinem Bruder Edward Charles. Dabei vermuten sie, dass es sich um ein nichtleuchtendes Gas handeln könne, welches das Licht dahinterliegender Sterne absorbiert.

„… the stars of the magnitudes 14 and 15 in this region are […] distributed quite irregulary. They occur in great number throughout larger parts of the constellation; but there is a curved dark rift whose preceding edge […] is generally very sharply defined. […] Whether the fainter stars are really absent in this region, or whether their light is absorbed by non-luminous gas, it is of course impossible to tell.“

Das Objekt wurde in Folge mit den zur damaligen Zeit leistungsfähigsten Teleskopen untersucht. Isaac Roberts, ein Pionier der Astrophotographie, publizierte 1902 eine Aufnahme mit seinem 20-Zoll-Spiegelteleskop, Edward Barnard wenige Jahre später mit dem 40-Zoll-Yerkes-Refraktor und John Charles Duncan nutzte das 100-Zoll-Hooker-Teleskop.
Eine systematische Zuordnung der Dunkelwolke zu anderen dunklen Regionen publizierte Edward Barnard im Jahr 1919: In dem später erweiterten und nach ihm benannten Barnard-Katalog trägt der Pferdekopfnebel seitdem die Bezeichnung Barnard 33, abgekürzt B 33. Umfassendere Kataloge dieser dunklen Nebel folgten von Beverly Lynds mit über 1800 Einträgen (worin der Eintrag LDN 1630 mit Barnard 33 gleichgesetzt wird) und von C. M. Dutra und E. Bica, mehr als 5000 Objekte beinhaltend.
Eine ausführliche Darstellung der Entdeckungsgeschichte gibt Stephen R. Waldee. Er stellt auch fest, dass sich der genaue Ursprung des Namens bisher nicht klären ließ. Die älteste Erwähnung findet er in einem Brief von Frederick Hanley Seares von 1923. Eine Publikation von 1925 notiert, dass der Name Horsehead gebräuchlich sei. Stefan Hughes schreibt die Namensgebung während eines Treffens 1921 J. C. Duncan, der seine Aufnahmen vorstellt, oder Herbert Hall Turner zu.

## Struktur

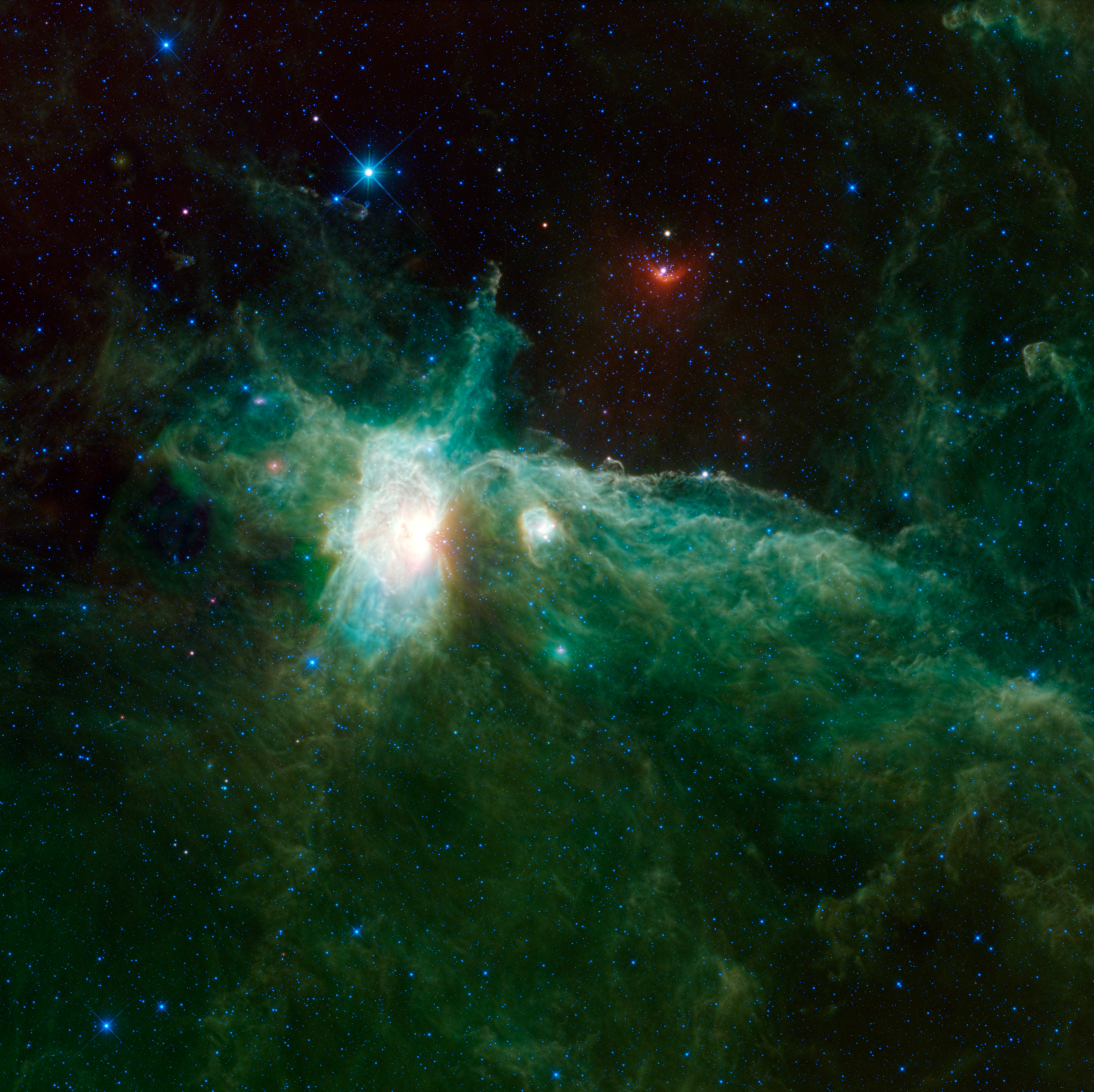
Aufnahme im mittleren Infrarot durch WISE

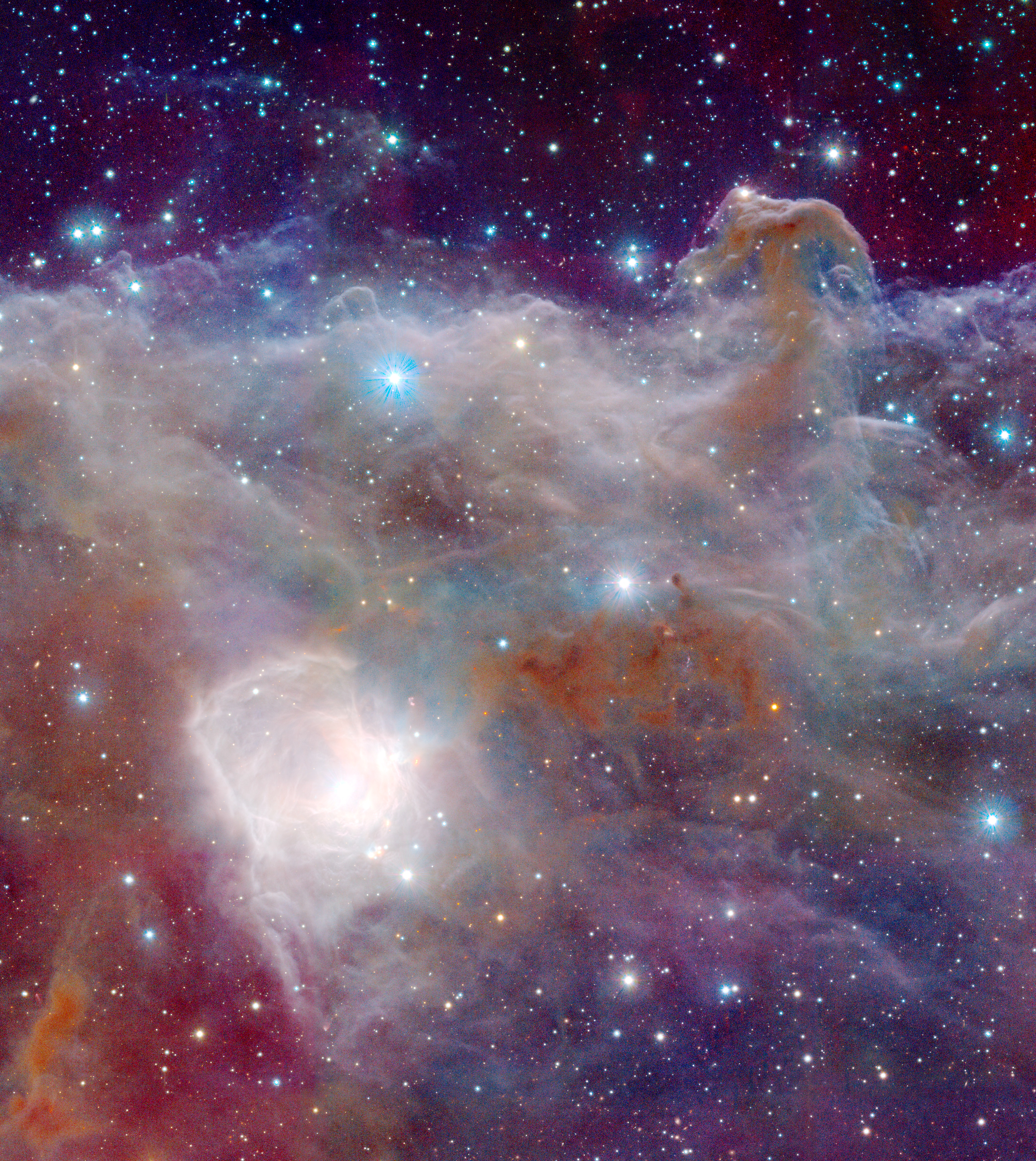
Ausschnitt eines Infrarotpanoramas, welches von VISTA aufgenommen wurde. Rechts oberhalb der Bildmitte ist der Pferdekopfnebel zu sehen, links unterhalb tritt NGC 2023 hell hervor.

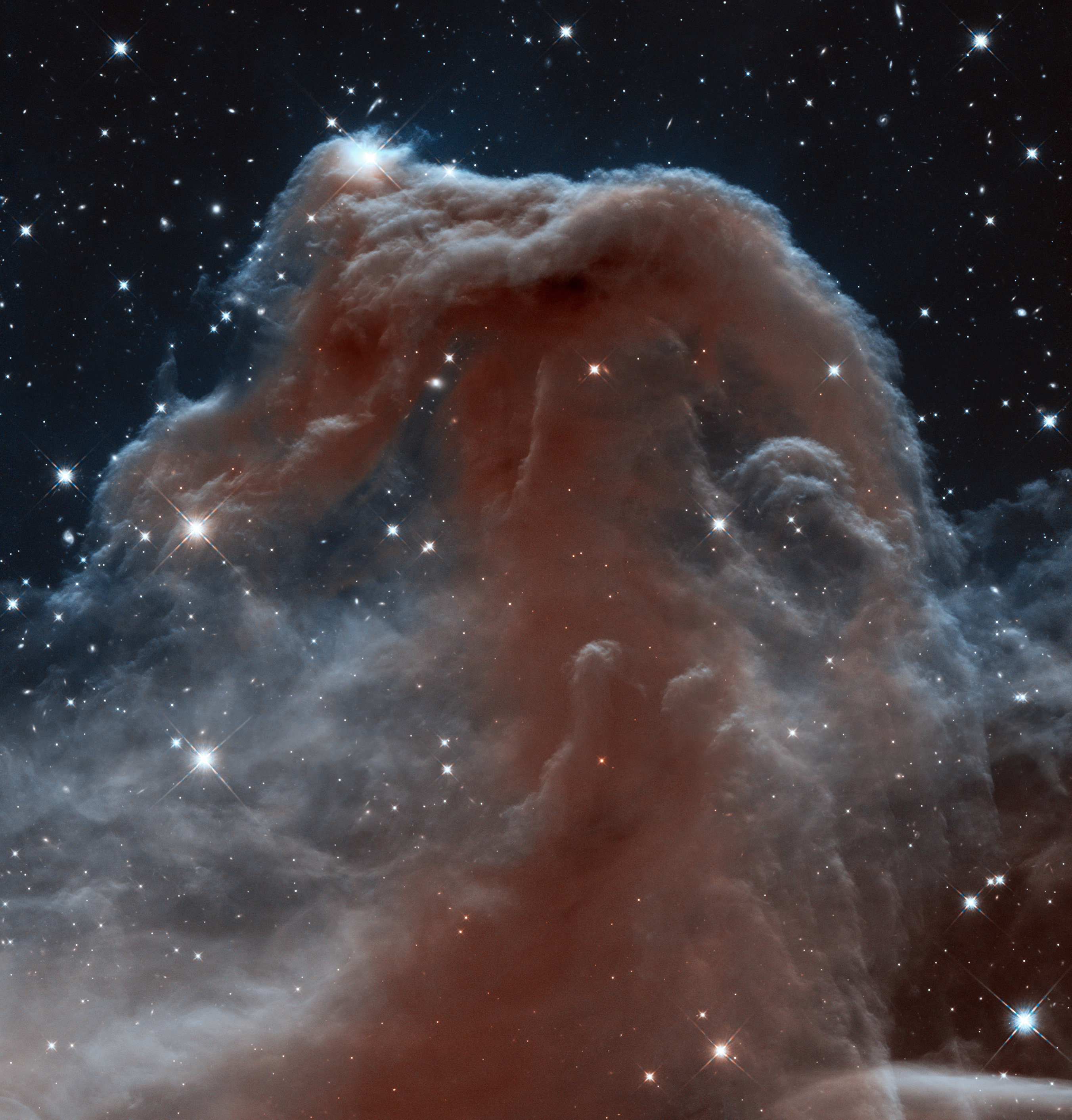
Aufnahme mit dem Hubble-Weltraumteleskop im nahen Infrarot

Bei dem Pferdekopfnebel handelt es sich um eine Ansammlung von kaltem Gas und Staub, die im sichtbaren Spektrum nur sehr wenig Licht abstrahlen und deshalb dunkel erscheint. Durch längere Belichtungszeiten oder mit großen Teleskopaperturen kann auch dieser dunkle Bereich aufgelöst werden, wie eine Aufnahme des 3,6 m durchmessenden Canada-France-Hawaii Telescope zeigt.
Aufnahmen im Infrarotbereich zeigen die Struktur des Nebels deutlicher. Ein rechts abgebildetes Panorama des VISTA am Paranal-Observatorium im nahen Infrarot lässt die Dunkelwolke und ihre Filamente hervortreten, von denen eines den Pferdekopfnebel bildet, ebenso die hochaufgelöste Aufnahme des Hubble-Weltraumteleskops im gleichen Spektralbereich. Im mittleren und fernen Infrarot ist die gesamte Wolke zu erkennen, zu der der Pferdekopfnebel gehört.
Untersuchungen im Millimeter- und Submillimeterbereich zeigen, dass der Nebel überwiegend aus molekularem Wasserstoff besteht und dass er zudem eine Vielzahl verschiedener einfacher Kohlenwasserstoffverbindungen enthält, teilweise auch mit Sauerstoff- und Schwefelanteil. Diese Moleküle weisen eine Temperatur von rund 100 Kelvin im Außenbereich und 15 Kelvin im Kernbereich des Nebels auf; er hat ungefähr die 27-fache Masse der Sonne. Die Gasmassen bewegen sich, weshalb der Nebel seine Ähnlichkeit mit einem Pferdekopf in einigen tausend Jahren verlieren wird.
Eine Umfrage der NASA, welches Objekt das Hubble-Weltraumteleskop anlässlich seines elften „Geburtstags“ fotografieren sollte, fiel eindeutig auf den Pferdekopfnebel. Zum 23. Geburtstag wurde eine weitere Aufnahme mit der neuen WFC3 im nahen Infrarotbereich erstellt, wodurch der Emissionsnebel ausgefiltert wird und die Struktur der Dunkelwolke deutlicher hervortritt.